# Antúnaco

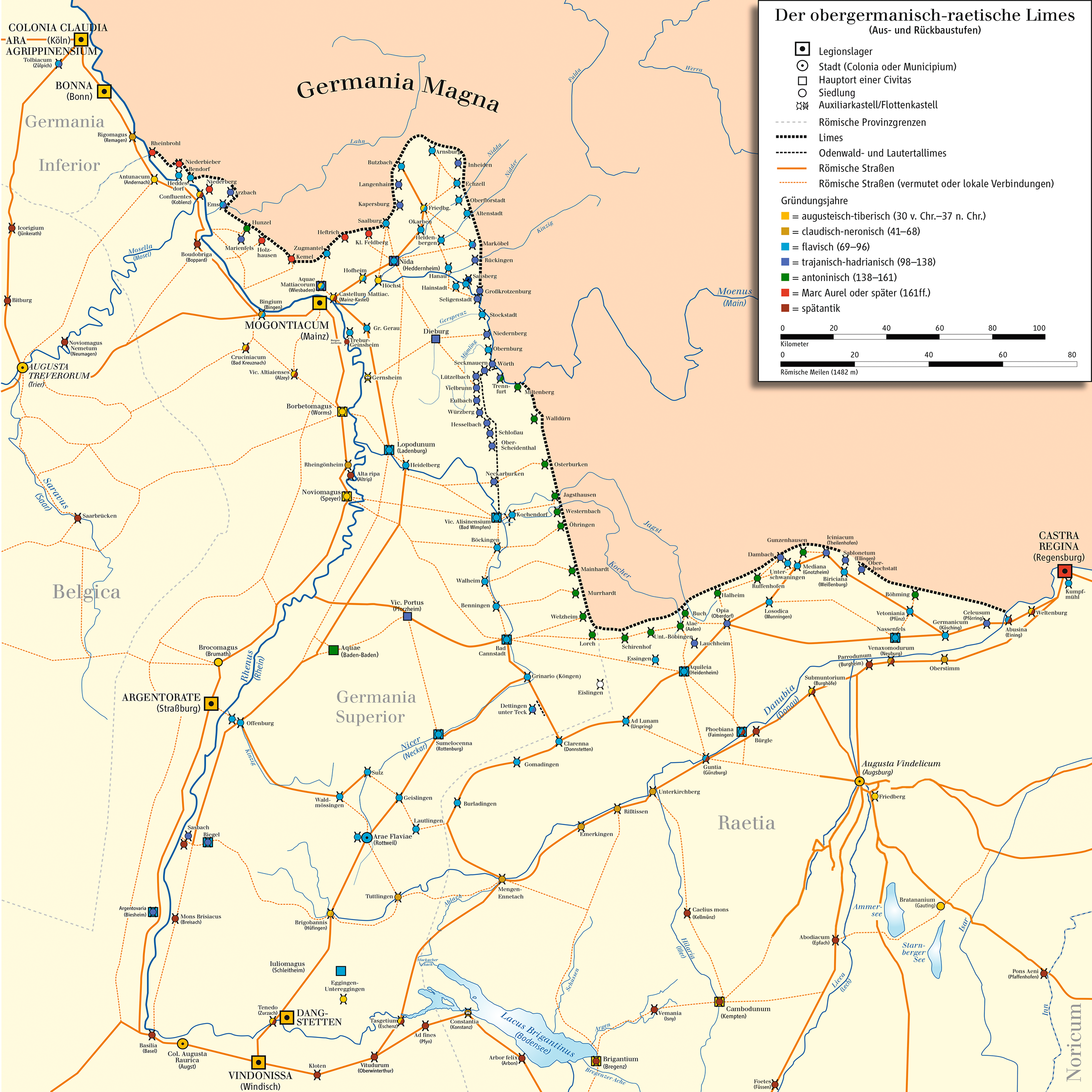
Localização do castelo na antiga margem do rio Reno

Antúnaco (em latim: Antunnacum), atual Andernach (Mayen-Koblenz), foi um castro romano, assegurando uma passagem fluvial no vale do médio Reno (Mittelrhein). Antes da conquista do Campos Decúmanos e também após a queda do fronteira da Germânia em c. 159/160 Antúnaco na Estrada Romana do Reno tornou-se também um local fronteiriço. As ruínas da atual cidade, sobre as quais repousam diversas construções, são localizadas na margem leste do rio Reno.